# North Shields, England
North Shields är en ort i distriktet North Tyneside, Storbritannien. Den ligger i grevskapet Tyne and Wear och riksdelen England, i den centrala delen av landet, 400 km norr om huvudstaden London. North Shields ligger 42 meter över havet och antalet invånare är 39 747. North Shields var en civil parish 1866–1908 när blev den en del av Tynemouth. Civil parish hade 5 737 invånare år 1901.
Terrängen runt North Shields är platt. Havet är nära North Shields åt nordost.  Närmaste större samhälle är Newcastle upon Tyne, 11,5 km väster om North Shields. 